# Leeuwarderdijkklooster
Het Leeuwarderdijkklooster is een voormalig klooster in Sneek.
Over de exacte locatie is weinig bekend, mogelijk gaat het hier om een klooster dat was gelieerd aan in de Sint Martinuskerk. Wel is duidelijk dat in het klooster de Zusters van de Sociëteit van Jezus, Maria en Jozef huisden. Het klooster werd gesticht in 1881.
Groendijk ·
Jeruzalem ·
Leeuwarderdijk ·
Oude Hospitaal ·
Sint Antonius Ziekenhuis ·
Sint-Jansberg